# Michał Polak
Michał Polak (ur. w Czeszewie, zm. 2 listopada 1480 w Karlsztejnie) – polski duchowny husycki i kaznodzieja, jeden z przywódców utrakwistów po śmierci Jana Rokycany.

## Życiorys
Niepełny życiorys Michała Polaka znany jest głównie z listu napisanego w sierpniu 1476 roku przez Michała i adresowanego do Rady Miejskiej w Poznaniu, będącego odpowiedzią na oskarżenia wysunięte przez jednego z mieszczan praskich, według którego Michał przed przyjazdem do Czech miał pełnić funkcję kata w Poznaniu.
Urodził się w latach 20. lub 30. XV wieku w Czeszewie. František Palacký uważał, że pochodził z ważnego rodu szlacheckiego, Václav Vladivoj Tomek wskazywał natomiast na pochodzenie mieszczańskie. W młodości opuścił rodzinne miasto i udał się do Pragi, gdzie podjął studia. Około 1447 roku udał się do Krakowa, gdzie był śpiewakiem w kościele św. Anny i brał udział w procesji po koronowaniu Kazimierza IV Jagiellończyka na króla Polski.
W 1449 roku udał się do Gniezna, gdzie uzyskał pozwolenie na przyjęcie święceń w innej diecezji, później odwiedził także krewnych w Czeszewie i Łeknie. Nieznane są jego losy w dwuletnim okresie pomiędzy datą jego pobytu w Krakowie a wizytą w Gnieźnie, kolejny brak informacji pojawia się około 1450 roku. Wtedy to, według Michała, w drodze powrotnej do Pragi zatrzymał się na kilka dni w Poznaniu, w 1476 roku został jednak oskarżony o to, że około 1450 roku pełnił w tymże mieście funkcję urzędnika sądowego i kata. Po powrocie do Czech rozpoczął naukę na Uniwersytecie Karola. W latach 50. XV wieku miał przyjąć we Włoszech święcenia kapłańskie.
W 1471 roku miał się rzekomo przyczynić do elekcji Władysława Jagiellończyka na króla Czech. W 1474 roku został duchownym w kościele św. Piotra na Wyszehradzie, następnie był kaznodzieją w kościele Tyńskim. Około 1476 roku został proboszczem w kościele św. Idziego w Pradze.
21 sierpnia 1480 roku wraz z trzema innymi księżmi z Pragi został wezwany przed oblicze króla, który oskarżył ich o podburzanie ludności i głoszenie herezji. Następnie wszyscy zostali aresztowani. Michał zmarł 2 listopada 1480 z głodu lub z powodu tortur, najprawdopodobniej na zamku Karlsztejn.
Śmierć Michała Polaka miała być jedną z przyczyn wybuchu powstania praskiego i defenestracji praskiej w 1483 roku.

## Twórczość
Do czasów dzisiejszych zachował się jedynie jeden utwór autorstwa Michała Polaka – kazanie na temat Zwiastowania Pańskiego, przechowywane w bibliotece Uniwersytetu Masaryka. Próby zidentyfikowania innych utworów jego autorstwa podejmował František Michálek Bartoš.

## Michał Polak w kulturze
Do rzekomego pełnienia funkcji kata przez Michała nawiązują autorzy traktatu polemicznego z 1455 roku, w którym zarzucili oni Janowi Rokycanie gromadzenie wokół siebie księży z Polski, wśród których jeden z nich miał dysponować fałszywymi dokumentami kościelnymi i pełnić wcześniej funkcję kata. Do oskarżenia nawiązuje także list satyryczny autorstwa Oldrzycha z Kalenic, w którym Lucyfer pisze do szwagra Jerzego z Podiebradów, Lwa z Rożmitalu.
Michał Polak stał się także bohaterem wielu epigramów. Za autora wielu utworów upamiętniających Michała uchodzi Wacław Koranda Młodszy. Wymieniany był także obok Jana Husa i Jana Rokycany jako jedna ze świętych postaci husytyzmu oraz obok Hieronima z Pragi jako jeden z najważniejszych męczenników.